# Waldenburg (Arkansas)
Waldenburg è un comune degli Stati Uniti d'America, situato in Arkansas, nella contea di Poinsett.